# إيمرسون دي. هويت
إيمرسون دي. هويت هو شخصية أعمال وسياسي أمريكي، ولد في 1847 في واواتوسا في الولايات المتحدة، وتوفي في 1924. نشط حزبياً في الحزب الجمهوري. وقد انتخب عضو جمعية ولاية ويسكونسن ‏.